# Kullervo Rainio
Kullervo Rainio, född 10 augusti 1924 i Jyväskylä, död 18 november 2020 i Helsingfors, var en finländsk socialpsykolog och professor samt politiker.
Rainio blev student 1942, filosofie kandidat 1950 samt filosofie licentiat och filosofie doktor i Helsingfors 1955. Han var 1950–1958 psykolog vid Industrins arbetsledarinstitut och 1962–1964 professor i psykologi vid Samhälleliga högskolan i Tammerfors samt 1964–1986 professor i socialpsykologi vid Helsingfors universitet. Vid sidan av sin vetenskapliga produktion, som behandlar bland annat smågruppers psykologi och användningen av matematiska modeller baserade på sannolikhetskalkyl vid analys av mänskliga beteendemönster, har han publicerat fyra diktsamlingar (valda dikter 2000) och två volymer memoarer. Debattskriften Informaatiosota ja vapaa ihminen (1971) var riktad mot nyvänsterns utbredning i medierna.
Han var ledamot av Finlands riksdag 1972–1978; han tillhörde Samlingspartiets riksdagsgrupp fram till 1977, men övergick sedan till Konstitutionella folkpartiet.

## Utmärkelser
- Kommendörstecknet av Finlands Lejons orden,  1976[4]
- Minnesmedalj för deltagande i 1941-1945 års krig[4]

[Redigera Wikidata]